# Italský kulturní institut

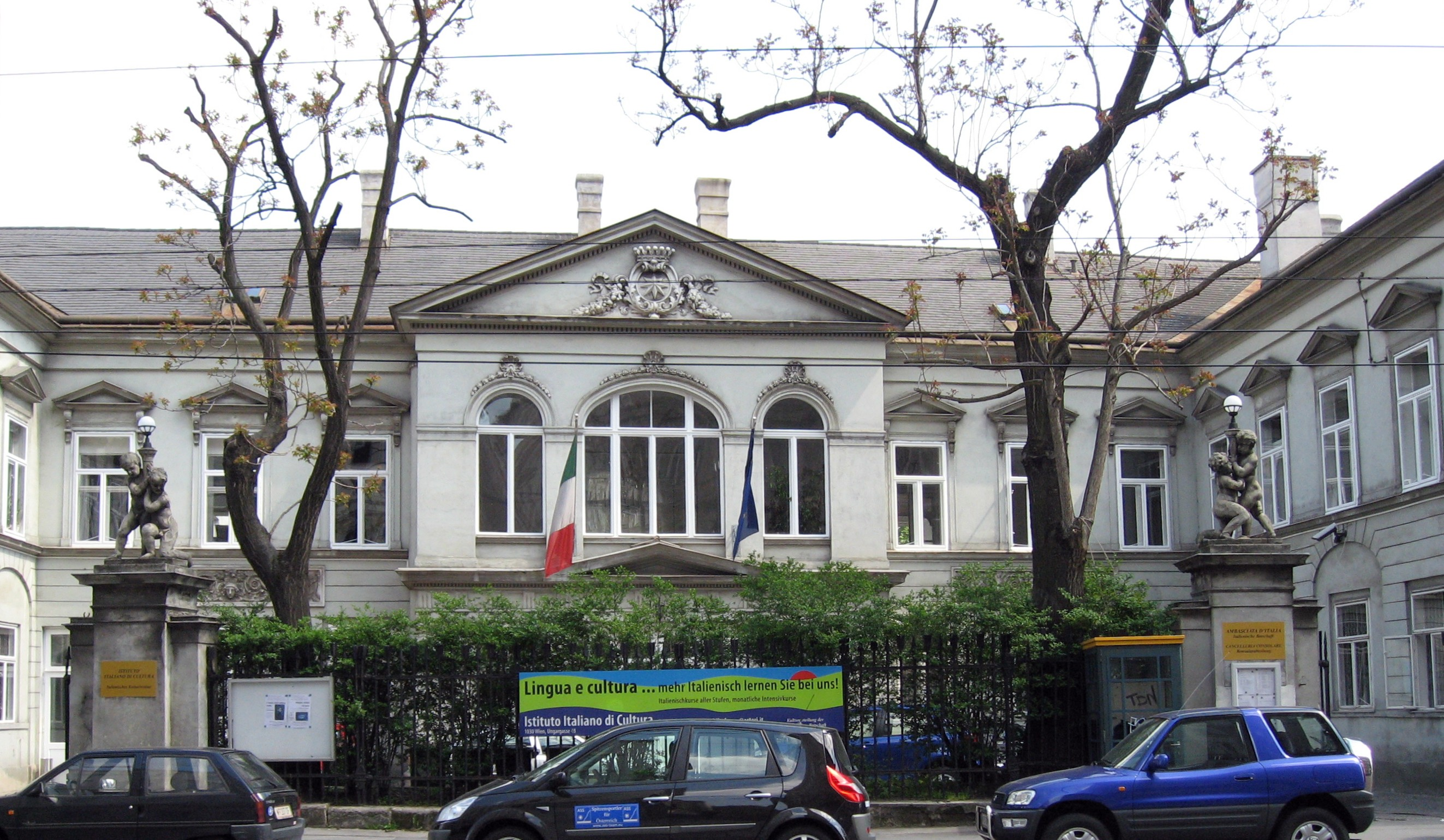
Italský kulturní institut ve Šternberském paláci ve Vídni

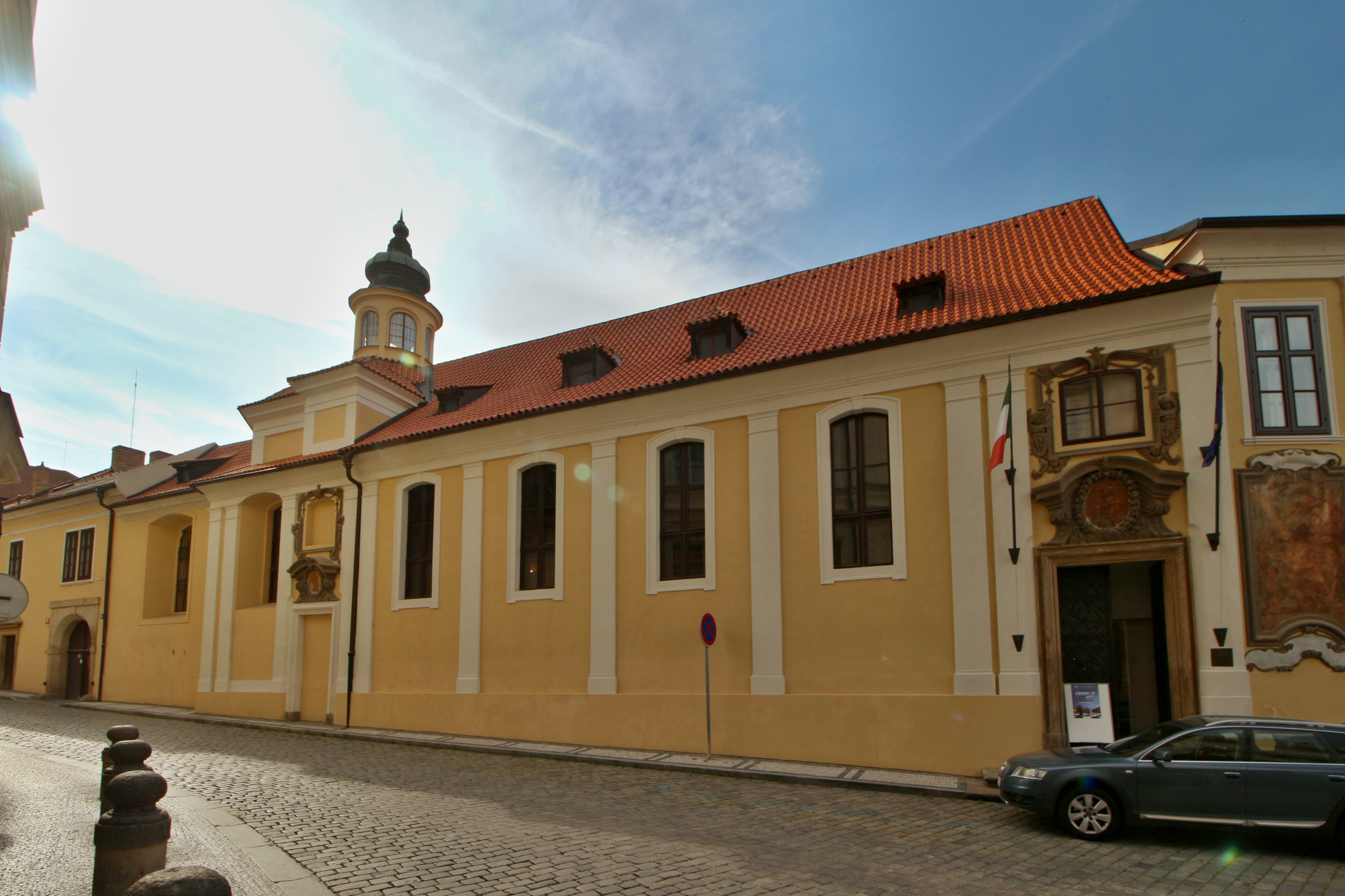
Bývalý Vlašský špitál, dnešní sídlo Italského kulturního institutu na Malé Straně v Praze

Italský kulturní institut (italsky Istituto Italiano di Cultura / pl. Istituti Italiani di Cultura) je oficiální organizace zřizovaná italským ministerstvem zahraničí. Úlohou Italských kulturních center je podpora kulturních akcí, italského jazyka a kultury v zahraničí, stejně jako zprostředkovávání dialogu mezi umělci a vědci.

## Profil
V současnosti existuje celkem 93 italských kulturních institutů na pěti kontinentech. Ty slouží jako místo dialogu a setkávání umělců, intelektuálů a dalších zástupců kultury, ale také pro všechny občany Itálie a hostitelských zemí, kteří chtějí pěstovat či prohlubovat vztah s italskou kulturou.
Italská kulturní centra v zahraničí navíc slouží jako základna a místo setkávání italské menšiny dané země. Zároveň nabízejí zájemcům možnost seznámit se s italskou kulturou. Italské kulturní instituty přitom neplní pouze funkci informačních center či „výkladních skříní“ Itálie. Spíše podporují kulturní akce, iniciativy a spolupráci. Doplňují tak práci italských (vel)vyslanectví a konzulátů v kulturní rovině a při svých veřejných akcích mají na starost všechny relevantní aspekty italské kultury od antiky po současnost.